# Ganpat Andhalkar
Ganpatrao Krishnaji „Ganpat” Andhalkar-Patil (ur. 15 kwietnia 1935 w Punwat, zm. 16 września 2018 w Pune) – indyjski zapaśnik walczący w obu stylach. Olimpijczyk z Tokio 1964, gdzie odpadł w eliminacjach w kategoriach 87 kg i ponad 97 kg. Zdobył złoty i srebrny medal na igrzyskach azjatyckich w 1962 roku.
- Turniej w Tokio 1964 – styl klasyczny 87 kg

Przegrał z Amerykaninem Wayne’em Baughmanem i odpadł z turnieju.
- Turniej w Tokio 1964 – styl wolny +97 kg

Pokonał Brytyjczyka Denisa McNamarę, a przegrał z Rumunem Ștefanem Stîngu i Czechosłowakiem Bohumilem Kubátem.
W roku 1963 został laureatem nagrody Arjuna Award.